# Golfe du Taouï
Le golfe du Taouï (en russe : Тауйская губа, Taouïskaïa Gouba) est un golfe situé sur la côte russe de la mer d'Okhotsk, dans l'oblast de Magadan. Elle est bordée par le raïon d'Ola ainsi que surtout par la ville de Magadan, via deux baies du golfe. Les routes 44N-1 et 44N-2 la longe plus ou moins entre Balagannoïe et Ola.

## Géographie
Le golfe du Taouï est un golfe de Chelikhov au nord de la mer d'Okhotsk. Il est délimité à l'ouest par la péninsule Khmitevski (ru), qui le sépare de la Baie Shelting, et à l'est par la péninsule de Koni (ru). Il mesure 200 kilomètres de long d'ouest en est et 60 km environ du nord au sud. Au sud, les îles de Sapafariev et de Zavyalov la délimité. Elle est bordée au nord par des crêtes et des plaines fluviales. 
Plusieurs péninsules délimitent de petites baies au sein du golfe, avec d'ouest en est ; la péninsule Khmitevski, la petite baie Motikleïvski (ru), puis la péninsule d'Onatsevitch (ru), la baie d'Amakhton (ru), la baie de Nagaïev, la péninsule de Staritsky, la baie de Gertner, la baie Retchnoï (ru), la péninsule de Béring (ru), la baie d'Odian (ru) et enfin la péninsule de Koni (ru) avec le cap Taran (ru). 
Les profondeurs sont comprises entre 50 et 70 mètres, avec une profondeur maximale de 100 mètres. 
Elle est libre de glace d'avril à la mi-octobre, et il y a pendant cette période de nombreux jours de brouillard. 

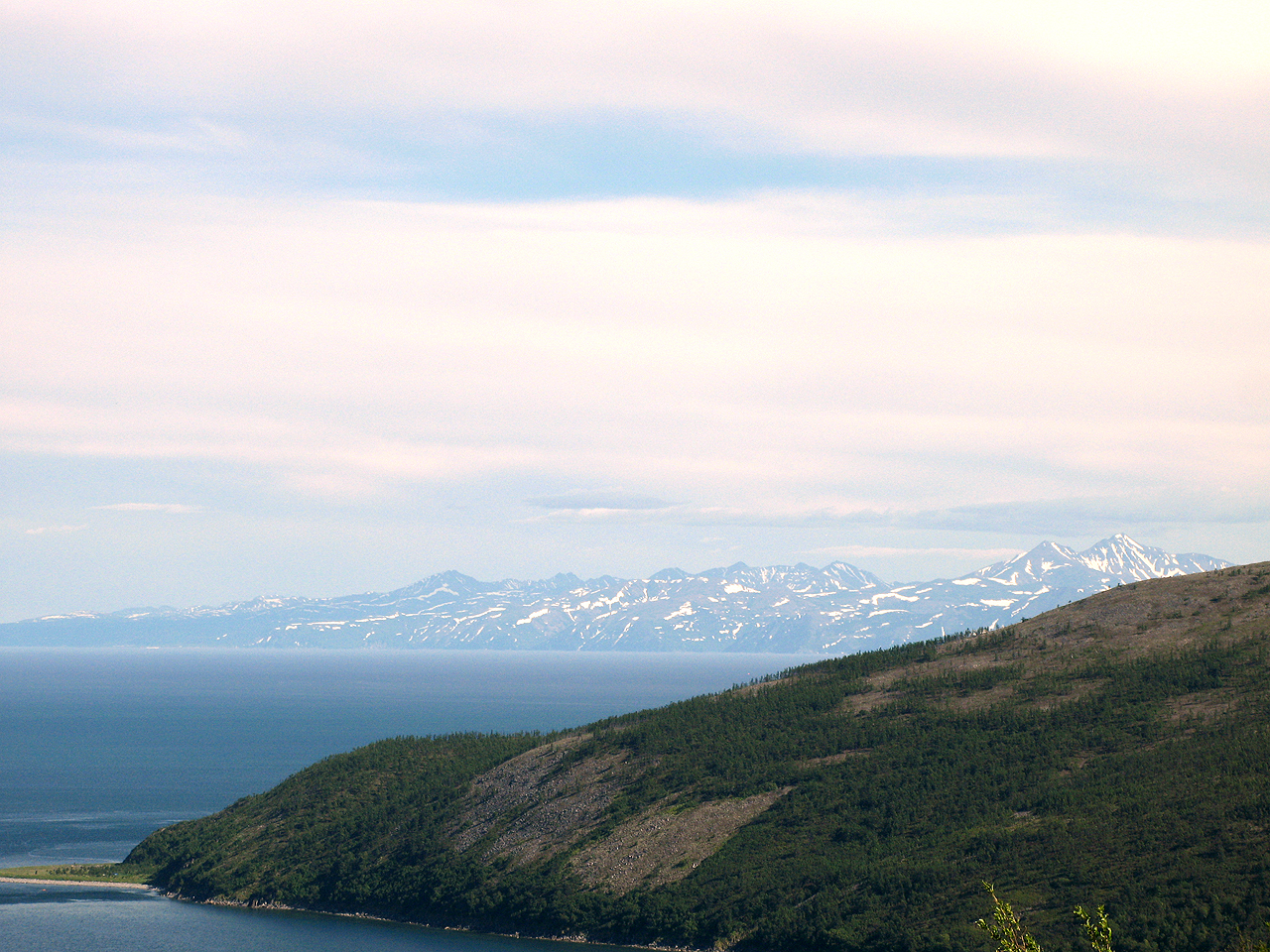
Partie occidentale du golfe, avec la péninsule de Staritsky au premier plan et celle de Koni au second.

Les marées peuvent aller jusqu'à 5 mètres. 

### Communes limitrophes
Plusieurs villes et villages ont une façade maritime sur le golfe. D'ouest en est, on retrouve :
- Balagannoïe
- Taouïsk
- Ianski
- Arman
- Magadan (via les baies de Nagaïev et de Gertner)
- Ola

### Hydrographie
Plusieurs fleuves côtiers se jettent dans le golfe, parmi lesquels :
- Le Taouï (ru)
- La Iana (ru)
- L'Arman (ru)
- La Douktcha (ru)
- L'Ola (ru)

## Faune et flore
La baie est un espace de nidification pour de nombreux oiseaux. Il y a des colonies importantes de guillemots de Troïl dans la baie. Il y a aussi beaucoup de guillemots à cou blanc (12 000 à 13 000 rien que sur la petite île de Talan). De plus, on retrouve des rissas et d'autres espèces d'Uria.